# Nuweiba

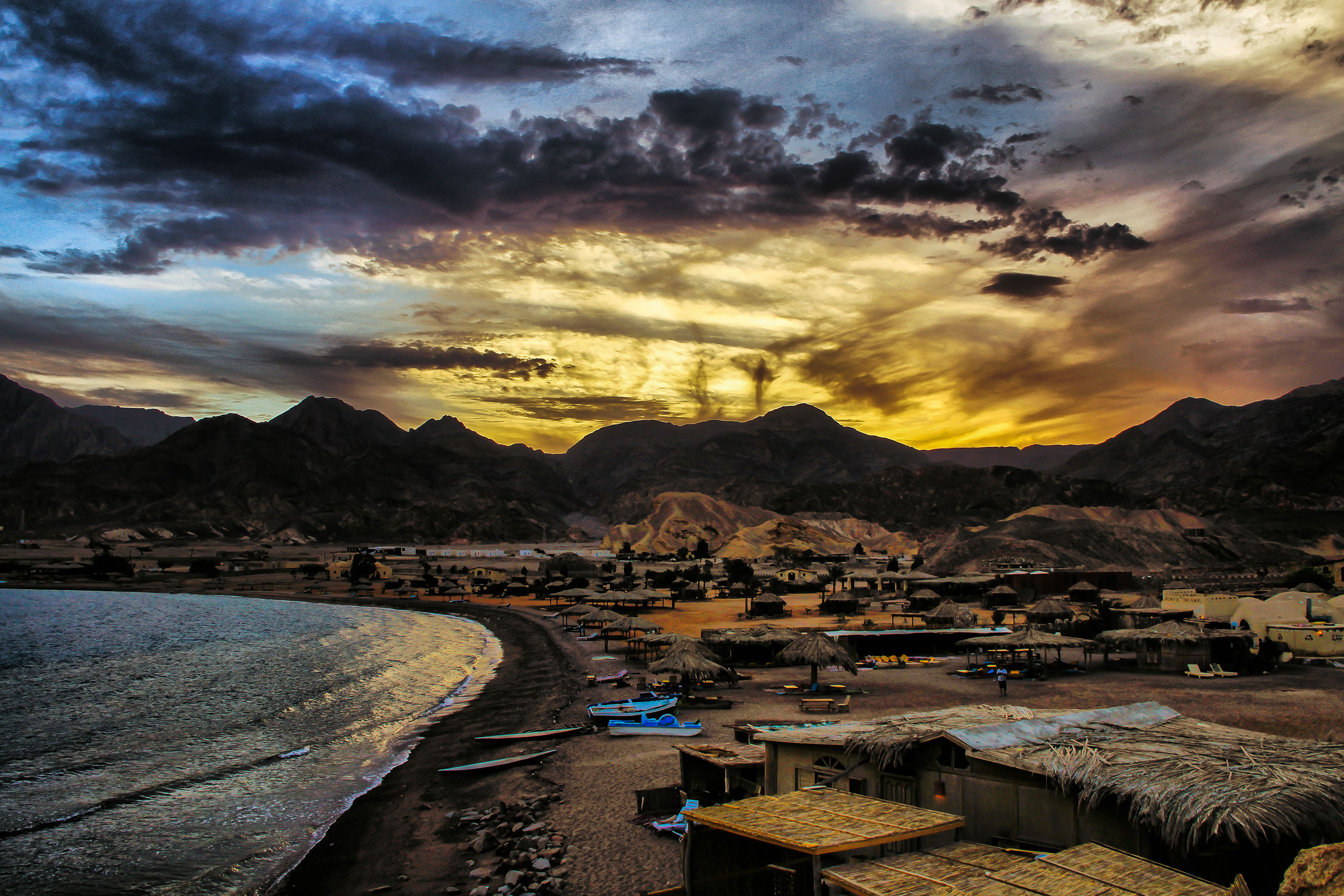
Atardecer en el seno de la montaña en Nuweiba

Nuweiba (también deletreado Nueiba; en árabe: نويبع, IPA: [neˈweːbeʕ]) es una ciudad costera en la parte oriental de la península del Sinaí, Egipto. Está ubicada en la costa del golfo de Áqaba.

## Historia
Históricamente, el área fue habitada por dos tribus beduinas diferentes: los tarabinos al norte y los Muzeina, a unos 8 km (5 millas) al sur. Después de la Guerra de los Seis Días, cuando Israel ocupó el área, la ciudad de Nuweiba se estableció a solo 1,5 km (1 milla) al sur de Tarabeen, bajo el nombre israelí Neviot (en hebreo: נביעות). Después de la partida de los israelíes, la ciudad se expandió y se estableció y desarrolló el puerto de Nuweiba, a unos 7 km (4 millas) hacia el sur, con varios transbordadores de automóviles que corren todos los días a Áqaba en Jordania por el Puente Marítimo Árabe. Compañía, y con un pequeño pueblo creciendo a su alrededor.
El castillo de Nuweiba (o el castillo de Newibah), construido sobre los restos de un castillo aún más antiguo en 1893, ha sido propuesto como Patrimonio de la Humanidad por la UNESCO.

## Geografía

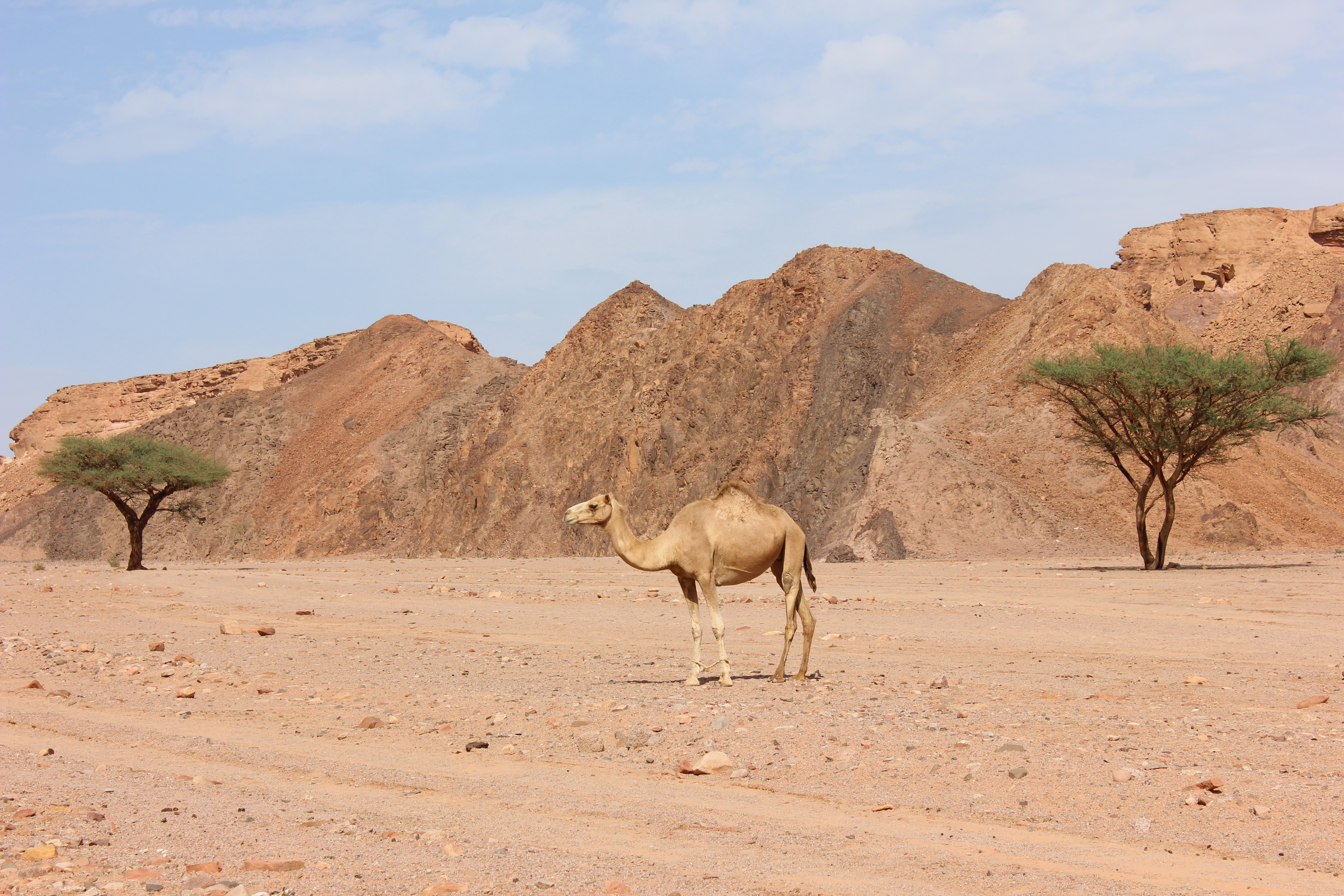
Camello de Nuweiba fotografiado

Nuweiba se encuentra en una gran llanura de inundación que mide aproximadamente 40 km² (15 millas cuadradas), ubicada entre las montañas del Sinaí y el Golfo de Áqaba, y se encuentra a unos 150 km (90 millas) al norte de Sharm el Sheij, 465 km (290 millas) al sureste de El Cairo y 70 km (40 millas) al sur de la frontera entre Israel y Egipto que separa Taba y Eilat. El puerto de Nuweiba se construyó en 1985 en el golfo de Áqaba y también sirve como puerto de ferry, lo que permite viajar fácilmente entre Jordania y Egipto.

## Clima
El sistema de clasificación climática de Köppen-Geiger clasifica su clima como desierto caluroso (BWh).
La mayor parte de las precipitaciones cae en febrero.

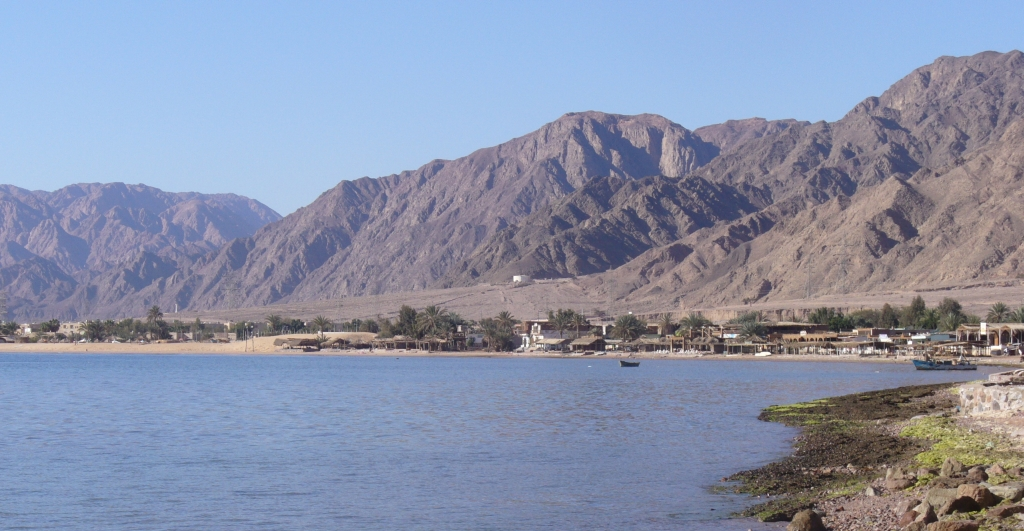
Vista de la costa, Nuweiba Tarabin

## Turismo
Entre la ciudad y el puerto hay una franja de hoteles modernos, que atienden a turistas y buceadores en la playa. A un km al norte de la ciudad de Nuweiba, el pueblo de Tarabin es conocido por sus campamentos de estilo beduino donde se pueden alquilar cabañas baratas. Más al norte, en dirección a Taba, hay varias otras playas con opciones de alojamiento similares.